# Karl-Heinz Thielen
Karl-Heinz Thielen (Ariendorf, 1940. április 2. – ) nyugatnémet válogatott német labdarúgó, csatár.

## Pályafutása

### Klubcsapatokban
Thielen pályafutása során egyetlen csapatban, a német 1. FC Köln csapatában futballozott. Kétszeres nyugatnémet bajnok, tagja volt annak a kölni csapatnak amely a Bundesliga történetének első bajnoki címét nyerte meg 1964-ben. 1968-ban német kupagyőztes lett a csapattal. 1963 és 1973 között összesen kétszázhuszonegy Bundesliga mérkőzésen lépett pályára és ötvenhat gólt szerzett. 1963. december 7-én a Kaiserslautern elleni találkozón ő lett az első játékos a Bundesliga történetében, akinek sikerült legalább öt gólt szereznie egyetlen mérkőzésen.

### A válogatottban
1964 és 1965 között két barátságos mérkőzésen szerepelt a nyugatnémet válogatottban.

## Sikerei, díjai
1. FC Köln
- Nyugatnémet bajnok: 1962, 1963–64
- Nyugatnémet kupagyőztes: 1967–68

## Statisztika

### Mérkőzései a nyugatnémet válogatottban
| NSZK | NSZK              | NSZK                         | NSZK  | NSZK     | NSZK          | NSZK       | NSZK  | NSZK    |
| #    | Dátum             | Helyszín                     | Hazai | Eredmény | Vendég        | Kiírás     | Gólok | Esemény |
| ---- | ----------------- | ---------------------------- | ----- | -------- | ------------- | ---------- | ----- | ------- |
| 1.   | 1964. április 29. | Ludwigshafen, Südweststadion | NSZK  | 3 – 4    | Csehszlovákia | barátságos | -     |         |
| 2.   | 1965. május 12.   | Nürnberg, Városi stadion     | NSZK  | 0 – 1    | Anglia        | barátságos | -     |         |
|      | Összesen          |                              |       | 2        | mérkőzés      |            | 0     | gól     |